# Lavoro produttivo e improduttivo
Il lavoro produttivo si riferisce a quel lavoro che ha la capacità di modificare il valore d'uso delle merci o di fornire servizi, generando la ricchezza materiale e non materiale che mantiene la società. In un sistema socioeconomico capitalista, oltretutto, i capitalisti possono appropriarsi di parte di questa ricchezza in forma di plusvalore.
In contrapposizione, il lavoro improduttivo è quello orientato alla manutenzione dell'ordine sociale basato in classi sociali e che non genera ricchezza per sé stesso, come il governo, le forze armate, la manutenzione della proprietà privata o le operazioni finanziarie.
Tanto il lavoro produttivo come l'improduttivo possono essere salariati, essendo la ricchezza generata dal produttivo la responsabile della manutenzione tanto dei lavoratori produttivi come degli improduttivi, così come della classe capitalista.
Si tratta di concetti centrali in economia politica classica la cui concezione è andata variando nel corso del tempo. Furono proposti prima dalla scuola fisiocratica, per poi avere importanti contributi di Adam Smith ed essere infine precisati dalla critica di Karl Marx e dal posteriore sviluppo della teoria marxista.